# Новий Комар
Нови́й Кома́р (урум. Йаны Камара) — село Великоновосілківської селищної громада Волноваського району Донецької області в Україні.

## Загальні відомості
Село розташоване на правому березі р. Мокрі Яли. Відстань до центру громади становить близько 5 км і проходить автошляхом місцевого значення.

## Населення
За даними перепису 2001 року населення села становило 534 особи, з них 8,8 % зазначили рідною мову українську та 89,89 % — російську.